# Bình Sơn, Nghi Tân
Bình Sơn (chữ Hán giản thể: 屏山县, Hán Việt: Bình Sơn huyện) là một huyện của địa cấp thị Nghi Tân, tỉnh Tứ Xuyên, Cộng hòa Nhân dân Trung Hoa. Huyện này có diện tích 1437 km2, dân số năm 2002 là 260.000 người.
Huyện này được chia ra thành các đơn vị hành chính gồm 8 trấn, 11 hương và 2 hương dân tộc:
- Trấn: Bình Sơn, Tân Thị, Trung Đô, Đại Thừa, Long Hoa, Phúc Duyên, Tân An, Phú Vinh.
- Hương: Thái Bình, Phục Khê, Áp Trì, Lâu Đông, Thanh Kinh, Đại Kiều, An Toàn, Long Kiều, Long Khê, Mạo Thủy, Tân Phát.
- Hương dân tộc: hương dân tộc Di Bình Biên, hương dân tộc Di Thanh Bình.